# 皇史宬
39°54′35″N 116°24′13″E / 39.909788°N 116.403515°E
皇史宬，位于北京市东城区南池子大街15号，是中国明、清时期的皇家档案馆，中国现存最古老、最完整的皇家档案库建筑群。

## 历史

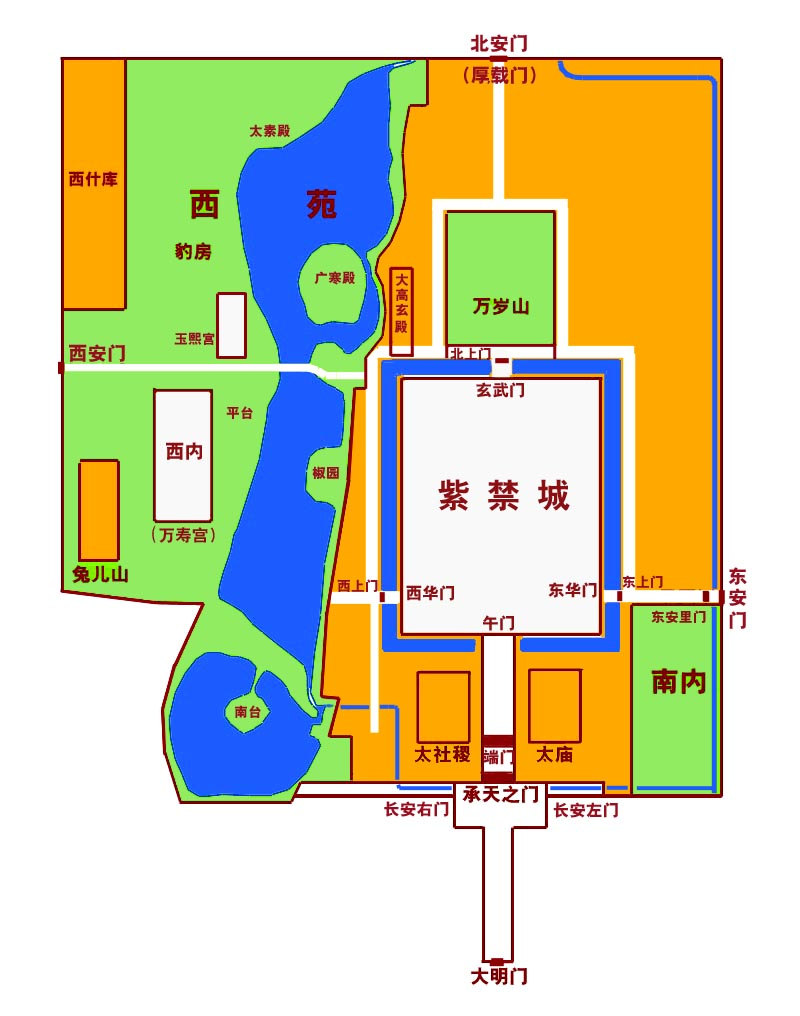
明朝北京皇城，右下方可见“南内”。皇史宬即位于明朝的南内之中。

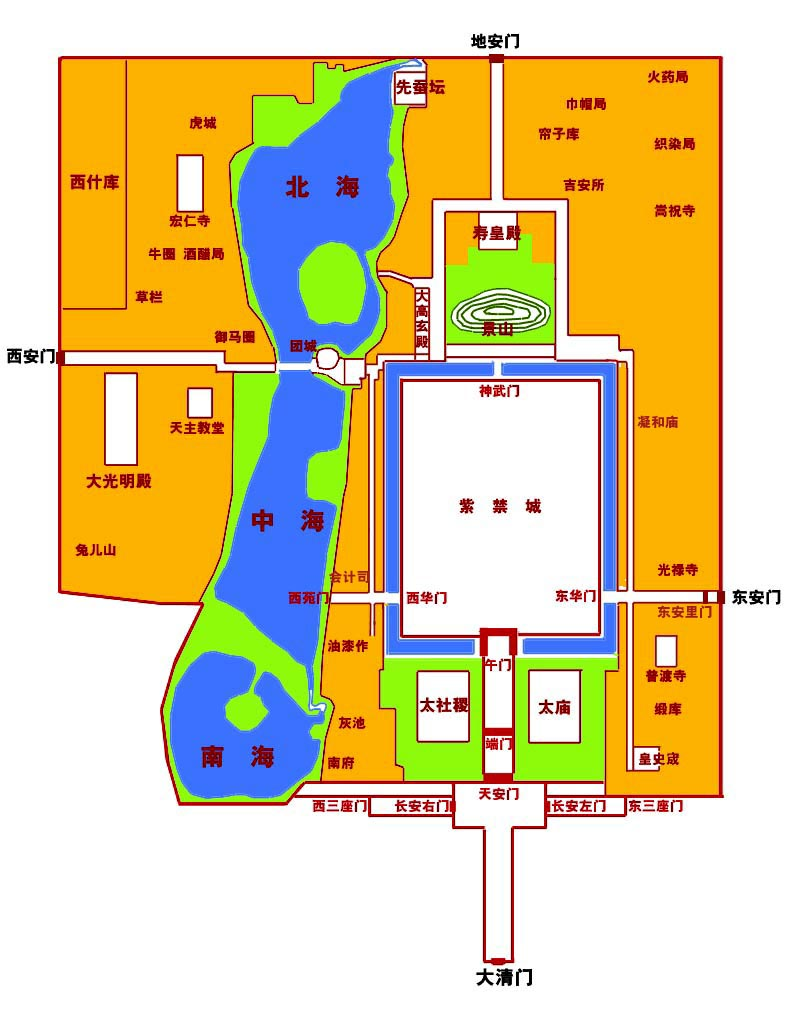
清朝北京皇城，右下方可见“皇史宬”。

皇史宬是中国保存最完整的皇家档案库，又称“表章库”，明、清时期专门保存“实录”、“圣训”、“玉牒”等皇家史册。明朝曾在此保存永乐年间编辑的《永乐大典》副本。
皇史宬始建于明朝嘉靖十三年（1534年），初建时称“神御阁”，嘉靖十五年竣工后，敕赐名“皇史宬”。该建筑原是紫禁城的外围附属建筑。清朝时多次重修，如清朝嘉庆十年（1807年）便曾重修，但仍保存了明朝初建时的形制。
1912年，清朝灭亡后，皇史宬一度仍归溥仪小朝廷的内务府管理。1924年溥仪出宫之后，皇史宬被移交给清室善后委员会接管，1925年由新成立的故宫博物院接管。
1955年，国家档案局成立。1955年12月26日，故宫博物院院属档案馆移交国家档案局领导，皇史宬随之移交国家档案局管理。1956年，国家档案局对皇史宬进行了修缮，恢复了其原貌。1967年7月8日，明清档案馆从国家档案局回归故宫博物院，皇史宬随之回归故宫博物院。1980年3月28日，故宫博物院与国家档案局签订协议，从1980年4月1日起，明清档案部划归国家档案局，皇史宬随之再度被划归国家档案局。此后，皇史宬由中国第一历史档案馆直接管辖，所存的明清皇家档案移至中国第一历史档案馆存放。1982年，皇史宬被公布为第二批全国重点文物保护单位。1985年，在庆祝中国第一历史档案馆成立六十周年之际，中国第一历史档案馆在皇史宬举办了《清宫秘档真迹展览》。
在几十年中，皇史宬的归属权在国家档案局和故宫博物院之间来回，造成了皇史宬南院和北院占用情况不同。北院（皇史宬门以北的院落）归中国第一历史档案馆使用，南院（皇史宬门以南的院落）由故宫博物院和中国第一历史档案馆共同使用。后来，南院陆续迁入一些居民，主要住有故宫博物院和中国第一历史档案馆的20多户职工，这些住户搭建了一些建筑，做饭、取暖使用明火，照明使用裸露电线，严重威胁皇史宬的安全。故宫博物院和中国第一历史档案馆都想争夺整个皇史宬的产权。北京市文物局多次请两家单位一起开协调会，希望两家单位将产权之争放在一边，先把南院的居民搬迁出来，以保护文物。但两家单位都说要先请示各自领导，导致该问题一拖再拖，一直未获解决。北京市人民政府曾就此书面上报中华人民共和国国务院，但中央认为此事应按照属地原则由北京市负责解决。
2005年11月，北京市文物局给包括皇史宬在内的16处文物保护单位下发《责令限期改正通知书》，故宫博物院和中国第一历史档案馆接到了北京市文物局下发的整改通知，同时有关方面明确提出制定南院居民的搬迁方案，但故宫博物院和中国第一历史档案馆为了争夺皇史宬的归属权，都不想迁走南院的居民，造成搬迁腾退无法进行。2007年，两家单位达成共识，同意搁置产权并启动南院居民搬迁工作，计划2007年内南院完成居民腾退及院内违章建筑拆除。但实际上，搬迁及腾退工作未能开展，南院此后仍然由居民居住，混乱面貌没有改变。此后多年，南院的私搭乱建现象更趋严重。
2012年6月初，网上出现朱锫建筑设计事务所应邀设计的北京古根海姆博物馆设计方案，方案将北京古根海姆博物馆“植入”皇史宬。此方案曝光后引发社会争议，北京文化遗产保护中心还在6月30日发起讨论会，希望有关部门废除该方案，并希望皇史宬早日对公众开放。但朱锫建筑设计事务所称是在2007年应邀设计该方案，而古根海姆基金会则称目前无在北京建分馆的计划。
2019年底，皇史宬文物腾退工作完成，2020年5月6日，院内违建拆迁工作启动。拆迁工作完成後皇史宬将由故宫博物院负责对文物古迹进行原貌修复。

## 建筑

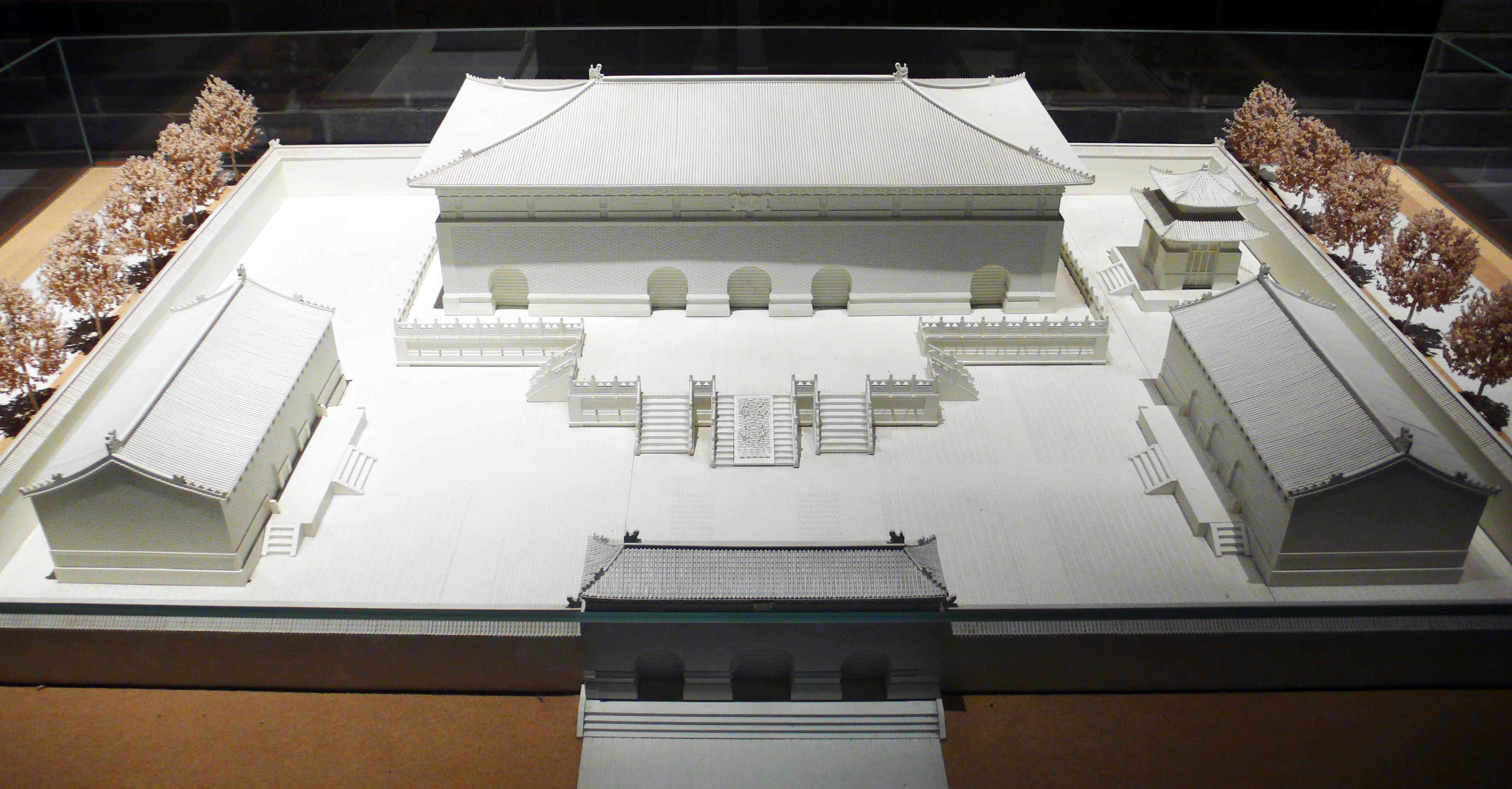
中国消防博物馆内展示的皇史宬建筑模型

皇史宬由皇史宬门、主殿、东西配殿、御碑亭等部分组成，四周有红色高墙。
主殿为砖木仿石结构，面阔9间，黄琉璃筒瓦庑殿顶，拱券式无梁建筑。墙身用特制磨砖砌成，厚5米，额枋、斗拱、门窗均用汉白玉雕成，额枋上施描金旋子彩画。主殿殿门5洞，均为两重。主殿内有高1.2米的汉白玉须弥座，浮雕着海水游龙图案。须弥座上置雕云龙纹镀金铜皮樟木柜152个，柜高1.31米，宽1.34米，厚0.71米，皇家档案储放在柜中。山墙上有南北对开的窗户，以使空气对流。主殿的结构具有防火、防潮、防虫蛀、防鼠咬等特点。主殿及其内的木柜是史书上记载的“石室金匮”的典范。

## 邮票
1979年11月26日，中国人民邮政发行了一套纪念邮票J51“国际档案周”。三枚邮票中的后两枚是皇史宬。三枚邮票分别为：
- J51(3-1) 中央档案馆 8分 500万枚
- J51(3-2) 皇史宬·金匮 8分 500万枚
- J51(3-3) 皇史宬正殿·石室 60分 100万枚